# اندی پوسکوویچ
اندی پوسکوویچ (انگلیسی: Endi E. Poskovic؛ زادهٔ ۲۹ ژانویهٔ ۱۹۶۹) هنرمند و استاد دانشگاه اهل ایالات متحده آمریکا است.
وی همچنین برندهٔ جوایزی همچون برنامه فولبرایت و کمک‌هزینه گوگنهایم شده‌است.